# Punktlicht
Unter einem Punktlicht versteht man u. a. in der Fotografie und in der Optik eine Lichtquelle, die in Relation zu ihrer Entfernung vom beleuchteten Objekt eine geringe räumliche Ausdehnung besitzt. Im eigentlichen Sinne besitzt eine Punktlichtquelle die Ausdehnung 0. Derartige Lichtquellen existieren tatsächlich aber nur in guter Näherung. Die Lichtstrahlen scheinen von einem „Punkt“ auszugehen.
Bei einer Punktlichtquelle breitet sich Licht sternförmig in alle Richtungen aus.
Typische Punktlichtquellen sind die Sonne, ein Blitzlicht und Glühlampen (Scheinwerfer) ohne gesonderte Lichtformer (Reflektoren, Streuscheiben, Softboxen). Spotscheinwerfer besitzen neben den üblichen Parabolspiegeln und Lichtklappen meist spezielle Linsen zur Lichtbündelung. Sie kommen vielfach in der Bühnentechnik zum Einsatz. Eine ganz einfache Form des Spotscheinwerfers sind die gängigen Taschenlampen. 
Physikalisch ist ein Stern eine gute Näherung einer Punktlichtquelle. 